# Новые приключения Теннесси Бака
«Новые приключения Теннесси Бака» (англ. The Further Adventures Of Tennessee Buck) — кинофильм.

## Сюжет
Спивающийся и неудачливый искатель приключений нанят богатым мужчиной и его красивой женой, берущих его в экспедицию на охоту в джунглях. Однако через некоторое время сопровождающий начинает подозревать, что экспедиция — это не только охота.

## В ролях
- Дэвид Кит — Бак Мэлоун
- Kathy Shower — Барбара Манчестер
- Брент фон Хоффман — Кен Манчестер
- Sydney Lassick — Вольфганг Мейер
- Стефен Дэвис — Арго
- Sillaiyoor Selvarajan — Синейджа
- Pearl Vasudevi — мама шефа
- Sumita Mudannayaka — шеф в молодости
- Somy Ratnayake — врач-самоучка («шаман»)
- Piyadasa Wijekoon — шеф Пананга
- Lilani Perera — жена шефа пананга
- Solomon Hapte-Selassie — Тьюи
- Тициана Стелла — Че
- Патрисия Занетти — Моника
- Августус Пьетрангали — шеф Мандо
- Капила Сигара — полицейский
- Reglus Perera — полицейский
- Presanna Fonseka — полицейский
- Sampath Fernando — полицейский